# Samsung SDS

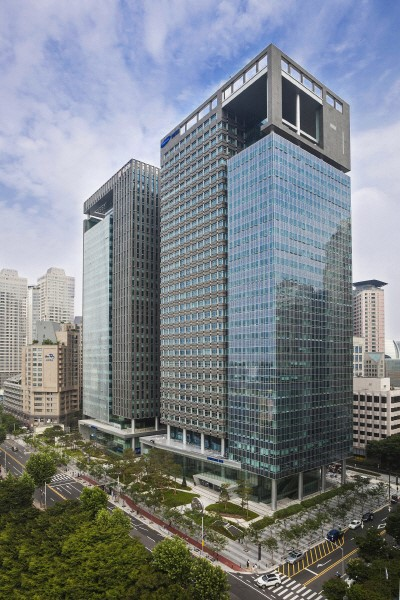
A Samsung SDS központja Szöulban, Dél-Koreában

A Samsung SDS (Hangul: 삼성 에스 디에스), amelyet 1985-ben alapítottak a Samsung csoport leányvállalataként, informatikai szolgáltatásokat nyújt. Ezek közé tartoznak a tanácsadási szolgáltatások (üzleti stratégia és diszkrét informatikai illetve hálózati tanácsadás); technikai szolgáltatások (csomagolt és testreszabott alkalmazásintegráció, hardver és szoftver implementáció és támogatás, valamint informatikai oktatás); és kiszervezési szolgáltatások (üzleti folyamatok kiszervezése, alkalmazás és informatikai infrastruktúra kiszervezése és hálózati infrastruktúra kezelése). Az SDS bővíti üzleti területét a K + F-re és a feltörekvő informatikai technológiákra, mint például a Blockchain, az AI, az IOT és a Engineering Outsourcing befektetésével. Az SDS 11 országban 11 irodát és adatközpontot üzemeltet.

## Története
A Samsung SDS-t 1985-ben alapították, 200 millió won tőkével. Sang-ho volt az első kinevezett elnök, aki első éveiben megerősítette a szolgáltatást és a termékkínálatot, és 1988-ra a cég tőkei értéke 4,8 milliárdra rúgott. 2014-re a vállalat elkezdett bővülni a számítógépes közvetítéssel,és a rendszerintegrációval.
A cég 7000 informatikai munkatársának – köztük mintegy 95 mérnöknek, 1150 mesterdiplomás vagy doktori fokozatú embernek, valamint 530 informatikai fejlesztőnek és üzleti tanácsadónak – ötletei alapján jönnek a több száz projektből szerzett tapasztalatok.
Összességében a Samsung SDS, a Samsung egyik médiavállalatának tekinthető az Everland és a Cheil mellett, melyek különösen fontosak a Samsung mint szervezet számára. Ennek az az oka, hogy a leányvállalat képes olyan egyedi kreatív digitális üzleti modellek gyors bevezetésére, amelyek a digitális technológiákon alapulnak, többek között mobil, szociális média, szenzorok és felhő technológiák.

## Fordítás
Ez a szócikk részben vagy egészben  a   Samsung SDS című angol Wikipédia-szócikk ezen változatának fordításán alapul.  Az eredeti cikk szerkesztőit annak laptörténete sorolja fel. Ez a jelzés csupán a megfogalmazás eredetét és a szerzői jogokat jelzi, nem szolgál a cikkben szereplő információk forrásmegjelöléseként.